# Шатилова Анна Миколаївна
Анна Шатилова (рос. А́нна Никола́евна Шати́лова *26 листопада 1938, Московська область, СРСР) — радянська та російська дикторка та телеведуча. Народна артистка РРФСР. Закінчила Московський державний обласний університет (філологічний факультет).